# Grid-Girl
Unter einem Grid-Girl (auch Pit-Babe, Umbrella- oder Paddock-Girl) versteht man eine Hostess, die als fester Bestandteil des Streckenpersonals im Motorsport zur Promotion eingesetzt wird.

## Aufgabenbereich
Die offizielle Aufgabe eines Grid-Girls besteht darin, auf dem sogenannten Starting-Grid einen Schirm über den Fahrer zu halten, während an seinem Fahrzeug noch gearbeitet wird, respektive unmittelbar vor dem Rennstart ein Schild mit seiner Startnummer zu präsentieren. Darüber hinaus kommen Grid-Girls nach den Rennen auch bei den Siegerehrungen zum Einsatz.
Ein weiterer typischer Einsatzbereich ist ihre Präsenz auf Automobil- oder Motorradausstellungen. 
Die Tradition des Einsatzes von Hostessen im Boxenbereich geht auf die japanischen Teams der 1960er-Jahre zurück, wie beispielsweise Rosa Ogawa (jap. 小川 ローザ, Ogawa Rosa).
Der pejorative Begriff Boxenluder hingegen bezeichnet Frauen, die durch medienwirksame Auftritte im Fahrerlager bzw. im Umfeld von Rennfahrern oder Rennställen ihren eigenen Bekanntheitsgrad steigern möchten. 
Als Inbegriff des Boxenluders galt lange Zeit die Britin Katie Price. 
Auch für Motorsport-Groupies wird der Begriff teilweise verwendet.

## MeToo-Debatte
In der Formel 1 wurden als Reaktion auf die MeToo-Debatten die Grid-Girls abgeschafft, was bei vielen Beteiligten auf Kritik stieß.
Seit März 2018 begleiten Kinder als Grid-Kids die Fahrer in der Startaufstellung – ähnlich wie dies von den Einlaufkindern bei Fußballspielen bekannt ist.

## Ähnliche Promotionsformen
- Cheerleading – Showeinlagen, vorwiegend bei US-amerikanischen Sportveranstaltungen
- Nummerngirl – Boxsport